# Fruct cu coajă lignificată

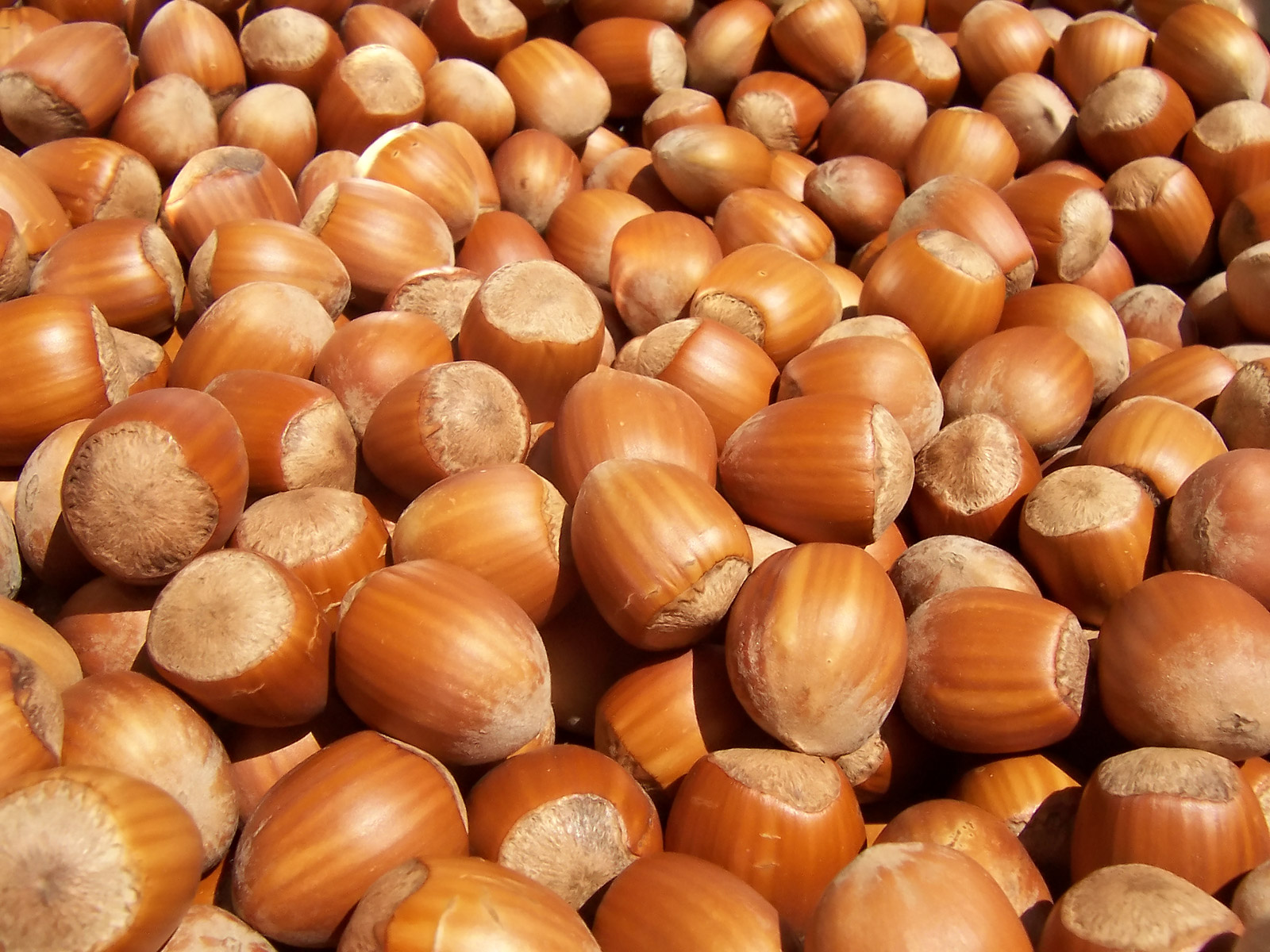
Alune

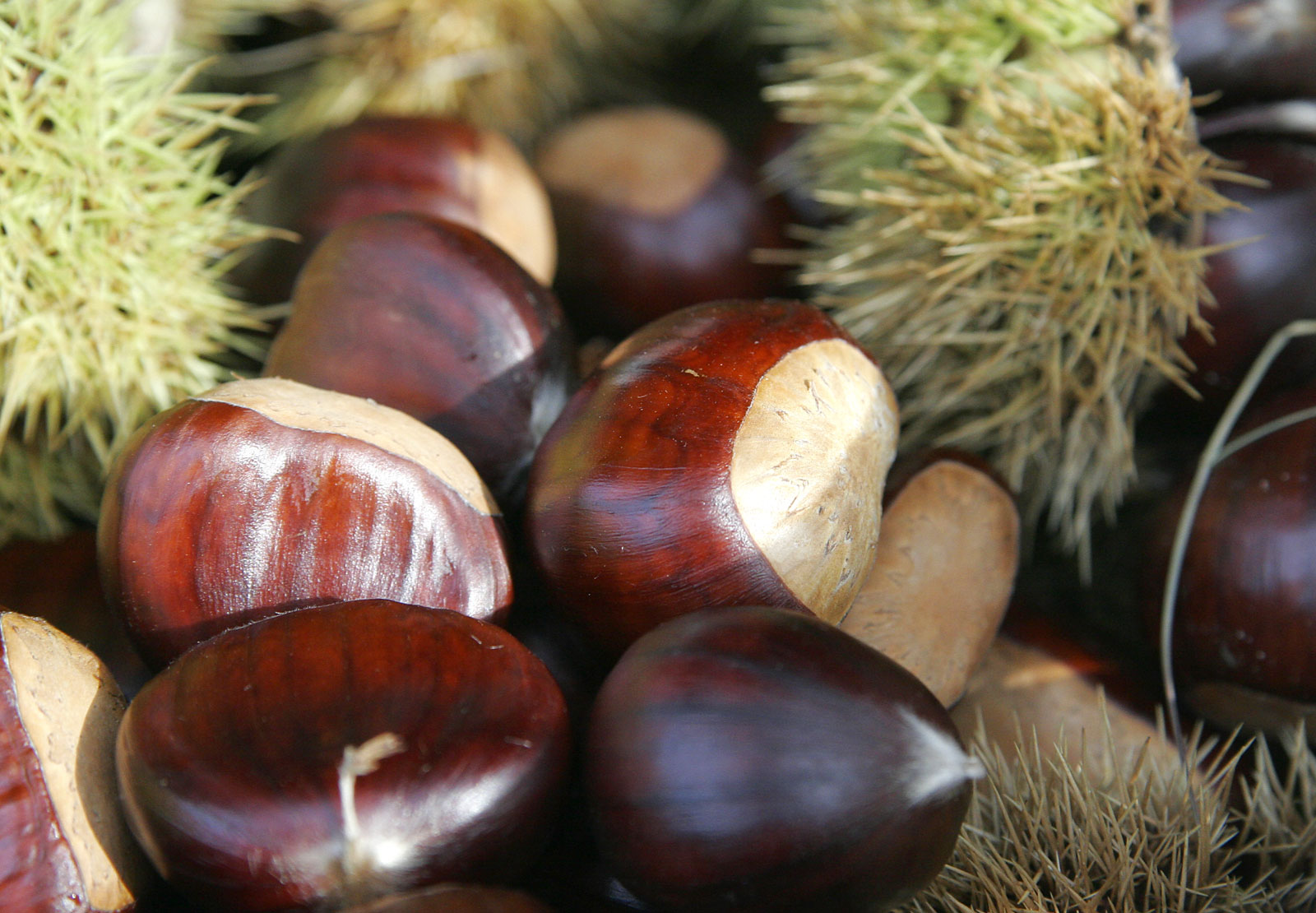
Castane comestibile

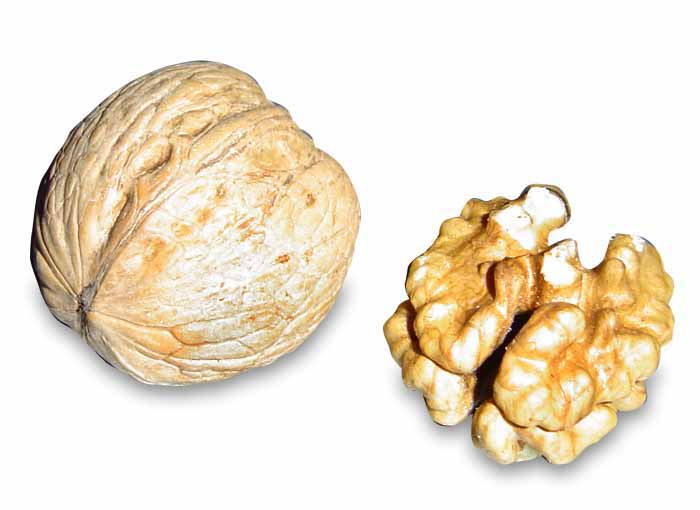
O nucă și un miez de nucă decojit

Fructele cu coajă lignificată, denumite și fructe cu coajă lemnoasă, sunt fructe cu coajă tare, ale căror semințe nu se deschid.
Nuca este o achenă la care pericarpul devine tare. Astfel de fructe sunt cele de nuc, alun, cocotier, fistic, macadamia, stejar, fag, tei.